# Lipnița, Constanța
Lipnița (în turcă Kuyucuk)  este satul de reședință al comunei cu același nume din județul Constanța, Dobrogea, România. La recensământul din 2002 avea o populație de 1187 locuitori. Localitatea este traversată de DN3.